# Н’Диай, Сильвен
Сильвен Н’Диай (фр. Sylvain N'Diaye; род. 25 июня 1976 года, Париж) — сенегальский футболист, полузащитник сборной Сенегала.

## Карьера

### Клубная
Н’Диай родился в Париже в семье сенегальских иммигрантов. В 1995 году его заметили тренеры «Бордо» и он присоединился к этой команде. 25 января 1997 года он сыграл свой первый матч в высшем дивизионе в составе «Бордо» против «Ниццы». Это был его единственный матч в цветах «жирондистов». В том же году был отдан в аренду в «Мартиг». В 1998 году впервые отправился за границу в бельгийский «Гент». В январе 1999 года отправился в аренду в «Монако». Летом 1999 года он присоединился на правах аренды к «Тулузе». С 2000 по 2003 выступал за «Лилль». Большинство времени, проведенного в составе клуба, был основным игроком команды.
В 2003 году он подписал контракт с «Марселем», где стал важным игроком в течение двух сезонов. С клубом дошёл до финала Кубка УЕФА в 2004 году, где проиграл «Валенсии». Затем летом 2005 года он отправился в Испанию, в клуб «Леванте» с которым в 2006 году поднялся в высший испанский дивизион. Затем он перешёл в «Тенерифе». В июле 2008 года он вернулся во Францию, подписав контракт с командой из 2-й Лиги «Стад де Реймс», где провёл полтора года. Последним его клубом стал Канн, к которому он присоединился в 12 июля 2010 года. Завершил профессиональную карьеру в 2011 году.

### В сборной
30 декабря 2001 года он впервые был вызван в сборную Сенегала для участия в товарищеском матче против Алжира. В 2002 году тренер Бруно Метсу вызвал его на чемпионат мира. где его сборная дошла до четвертьфинала. В том же 2002 году он поучаствовал в успехе Сенегала на Кубке африканских наций, где Сенегал дошёл до финала, уступив в нём Камеруну. В 2004 году он сыграл в одном матче за сборную на Кубке африканских наций 2004 года. Позже он стал реже появляться на поле и в 2006 году закончил выступление за сборную. Всего Н’Диай сыграл 24 международных матча за сборную Сенегала.

## Достижения
Марсель
- Финалист Кубка УЕФА (1): 2004
- Обладатель Кубка Интертото (1): 2005

 Сборная Сенегала
- Финалист Кубка африканских наций (1): 2002